# Nekrolog 1571
Nekrolog
◄◄
| ◄
| 1567
| 1568
| 1569
| 1570
| 1571 | 1572 | 1573 | 1574 | 1575 | ► | ►►
Weitere Ereignisse | Allgemeiner Nekrolog 1571
Die Beschreibung der verstorbenen Person sollte so kurz wie möglich gehalten sein und nur deren signifikante Tätigkeit(en) enthalten.
Neue Namen ggf. auch unter dem Geburts- und Sterbedatum, also etwa unter 1. Januar und im Geburts- und Sterbejahr (2024) eintragen (nur bei entsprechender großer Wichtigkeit). Für Beispiele siehe die schon vorhandenen Artikel.
Außerdem über die fünf zuletzt Verstorbenen, zu denen es einen ausreichend guten Artikel für eine Präsentation auf der Hauptseite gibt, nach der todesbedingten Überarbeitung der Artikel ggf. auch unter Wikipedia Diskussion:Hauptseite informieren und sie am besten auch in den anderen Wikipedia-Sprachversionen eintragen. Tipp: Regelmäßig bei news.google.de nach „ist tot“, „gestorben“ oder „verstorben“ suchen.
Wenn eine Person gestorben ist, gibt es viele Seiten zu dieser Person in der Wikipedia, die davon auch betroffen sind und entsprechend aktualisiert werden müssen. Beispiele: Namenübersichtsseite, Geburtsjahr, Geburtsort-Seiten und viele mehr.
Wie finde ich die betroffenen Seiten?
Im Suchfeld auf der linken Seite gibt man den Suchbegriff so ein: „Vorname Nachname“. Dann klickt man auf Volltext und alle Seiten mit entsprechendem Suchtext werden aufgerufen. Hier sieht man dann schnell, wo auch das Todesjahr Sinn macht oder sogar ein Teil des Artikels angepasst werden muss. Auch hilft das „Werkzeug“ auf der linken Seite sehr gut, um solche Seiten aufzufinden: „Links auf diese Seite“. Somit ist die Wikipedia wieder aktuell in allen Bereichen! Hinweis: bei Eintragung der Kategorie „Gestorben JAHR“ wird der Missbrauchsfilter 49 ausgelöst, was jedoch nicht schlimm ist. Siehe: Spezial:Missbrauchsfilter/49
Dies ist eine Liste von im Jahr 1571 verstorbenen bekannten Persönlichkeiten. Die Einträge erfolgen innerhalb der einzelnen Daten alphabetisch sortiert. Tiere sind im Nekrolog für Tiere zu finden.

## Januar
| Tag        | Name                                  | Beruf, bekannt als                                                | Alter | Beleg |
| ---------- | ------------------------------------- | ----------------------------------------------------------------- | ----- | ----- |
| 3. Januar  | Joachim II.                           | Kurfürst von Brandenburg, Herzog von Preußen                      | 65    |       |
| 13. Januar | Johann                                | Markgraf von Brandenburg-Küstrin                                  | 57    |       |
| 24. Januar | Ulrich Hugwald                        | Schweizer Gelehrter, Lehrer und reformatorischer Schriftsteller   |       |       |
| 28. Januar | Anne Bourchier, 7. Baroness Bourchier | englische Adlige                                                  |       |       |
| Januar     | Gerhard Ellerborn                     | deutscher Schöffe und Bürgermeister der Freien Reichsstadt Aachen | 53    |       |

## Februar
| Tag         | Name                         | Beruf, bekannt als                                                 | Alter | Beleg |
| ----------- | ---------------------------- | ------------------------------------------------------------------ | ----- | ----- |
| 2. Februar  | Matthias Wanckel             | deutscher evangelischer Theologe                                   | 59    |       |
| 12. Februar | Nicholas Throckmorton        | englischer Agent, Diplomat und Politiker                           |       |       |
| 13. Februar | Benvenuto Cellini            | italienischer Bildhauer und Goldschmied, Vertreter des Manierismus | 70    |       |
| 14. Februar | Odet de Coligny              | Erzbischof von Toulouse, französischer Hugenottenführer            | 53    |       |
| 21. Februar | Melchior Kling               | deutscher Jurist und Hochschullehrer                               | 66    |       |
| Februar     | Thomas Perrenot de Granvelle | spanischer Botschafter in London, Paris und Wien                   | 49    |       |

## März
| Tag      | Name                     | Beruf, bekannt als                | Alter | Beleg |
| -------- | ------------------------ | --------------------------------- | ----- | ----- |
| 13. März | Matthias Erb             | deutscher Theologe und Reformator |       |       |
| 14. März | Johann Sigismund Zápolya | König von Ungarn                  | 30    |       |
| 21. März | Hans Asper               | Schweizer Maler                   |       |       |
| 24. März | Bartolomeo Maranta       | italienischer Arzt und Botaniker  |       |       |
| 25. März | Giovanni Animuccia       | italienischer Kirchenkomponist    |       |       |
| 25. März | Carlo Grassi             | Kardinal der katholischen Kirche  |       |       |

## April
| Tag       | Name                  | Beruf, bekannt als                                                                  | Alter | Beleg |
| --------- | --------------------- | ----------------------------------------------------------------------------------- | ----- | ----- |
| 6. April  | John Hamilton         | schottischer Erzbischof und Kirchenpolitiker                                        |       |       |
| 16. April | Bertram von Ahlefeldt | Amtmann und Vertrauter des Königs Friedrich II. von Dänemark und Norwegen           |       |       |
| 21. April | Ludolf von Varendorff | deutscher geistlicher Würdenträger des Bistums Hildesheim und des Erzbistums Bremen |       |       |
| 23. April | Hans Rudolf Manuel    | Schweizer Holzschnitzer und Politiker                                               | 45    |       |
| 27. April | Ambrosius Meyer       | Lübecker Bürgermeister                                                              |       |       |
| 28. April | Anton Lüdinghusen     | Bürgermeister von Lübeck                                                            |       |       |
| April     | Patroklus Römeling    | evangelischer Theologe und Reformator                                               |       |       |

## Mai
| Tag     | Name                    | Beruf, bekannt als                             | Alter | Beleg |
| ------- | ----------------------- | ---------------------------------------------- | ----- | ----- |
| 4. Mai  | Friedrich Kasimir       | Herzog von Teschen und Herzog von Bielitz      |       |       |
| 4. Mai  | Pierre Viret            | Schweizer Reformator in Genf und Lausanne      |       |       |
| 4. Mai  | Michael Landgraf        | Abt der Reichsabtei Hersfeld                   |       |       |
| 7. Mai  | Anton van den Wyngaerde | flämischer Vedutenmaler und Kartograf          |       |       |
| 12. Mai | Roman Sanguszko         | litauisch-polnischer Adliger und Militärführer |       |       |
| 15. Mai | Caspar Molitoris        | deutscher Benediktinerabt und Historiker       | 67    |       |
| 15. Mai | Bartholomäus Wagner     | deutscher Mathematiker und Mediziner           |       |       |
| 23. Mai | Joachim Mörlin          | deutscher Theologe, Pfarrer und Reformator     | 57    |       |

## Juni
| Tag      | Name                        | Beruf, bekannt als                                     | Alter | Beleg |
| -------- | --------------------------- | ------------------------------------------------------ | ----- | ----- |
| 1. Juni  | John Story                  | englischer Politiker und römisch-katholischer Märtyrer |       |       |
| 7. Juni  | Francesco Corteccia         | italienischer Organist, Kapellmeister und Komponist    | 68    |       |
| 11. Juni | Eustachius von Knobelsdorff | deutscher neulateinischer Lyriker und Epiker           | 52    |       |
| 25. Juni | Johann von Briedel          | deutscher Abt und Generalvikar                         | 50    |       |

## Juli
| Tag      | Name                                           | Beruf, bekannt als                                          | Alter | Beleg |
| -------- | ---------------------------------------------- | ----------------------------------------------------------- | ----- | ----- |
| 17. Juli | Georg Fabricius                                | protestantischer deutscher Dichter, Historiker und Antiquar | 55    |       |
| 31. Juli | Francesco Fernando d’Avalos d’Aquino d’Aragona | Gouverneur im Herzogtum Mailand und Vizekönig von Sizilien  | 40    |       |

## August
| Tag        | Name                 | Beruf, bekannt als                       | Alter | Beleg |
| ---------- | -------------------- | ---------------------------------------- | ----- | ----- |
| 9. August  | Jens Riber           | dänischer Bischof                        |       |       |
| 17. August | Marcantonio Bragadin | Generalkapitän und Gouverneur von Zypern | 48    |       |
| 30. August | Theodoret von Kola   | orthodoxer Heiliger                      |       |       |

## September
| Tag           | Name                               | Beruf, bekannt als                          | Alter | Beleg |
| ------------- | ---------------------------------- | ------------------------------------------- | ----- | ----- |
| 4. September  | Matthew Stewart, 4. Earl of Lennox | Führer des katholischen Adels in Schottland | 54    |       |
| 11. September | Kunemann Flinsbach                 | lutherischer Theologe und Reformator        | 44    |       |
| 23. September | John Jewel                         | englischer Bischof von Salisbury            | 49    |       |

## Oktober
| Tag         | Name                           | Beruf, bekannt als                                                     | Alter | Beleg |
| ----------- | ------------------------------ | ---------------------------------------------------------------------- | ----- | ----- |
| 1. Oktober  | Joachim Deschler               | deutscher Medailleur und Bildhauer                                     |       |       |
| 1. Oktober  | Petrus Herbert                 | deutscher evangelischer Theologe und Kirchenlieddichter                |       |       |
| 2. Oktober  | Joachim Bäldi                  | Glarner Politiker                                                      |       |       |
| 5. Oktober  | Hans Tetzel                    | deutscher Patrizier, Kaufmann und Montanunternehmer                    | 53    |       |
| 7. Oktober  | Ali Pascha                     | Oberbefehlshaber der osmanischen Flotte in der Seeschlacht von Lepanto |       |       |
| 7. Oktober  | Dorothea von Sachsen-Lauenburg | Königin von Dänemark und Norwegen                                      | 60    |       |
| 20. Oktober | Hans Haslibacher               | Märtyrer der Berner Täufer                                             |       |       |
| 21. Oktober | Hōjō Ujiyasu                   | Daimyō der Sengoku-Zeit                                                |       |       |
| 22. Oktober | Johann von Glauburg            | Frankfurter Patrizier, Ratsherr und Bürgermeister                      | 68    |       |
| 28. Oktober | Thomas Brunner                 | deutscher Autor biblischer Dramen                                      |       |       |

## November
| Tag          | Name             | Beruf, bekannt als                                                           | Alter | Beleg |
| ------------ | ---------------- | ---------------------------------------------------------------------------- | ----- | ----- |
| 10. November | Anneken Hendriks | holländische Märtyrerin                                                      |       |       |
| 21. November | Johannes Rosa    | deutscher Historiker, Moralphilosoph und lutherischer Theologe               | 39    |       |
| 24. November | Jan Blahoslav    | Bischof der Böhmischen Brüder sowie Humanist, Schriftsteller und Lieddichter | 48    |       |

## Dezember
| Tag          | Name                    | Beruf, bekannt als                                                   | Alter | Beleg |
| ------------ | ----------------------- | -------------------------------------------------------------------- | ----- | ----- |
| 12. Dezember | Gotthard IV. von Höveln | Ratsherr der Hansestadt Lübeck                                       |       |       |
| 14. Dezember | Lorenzo Strozzi         | italienischer Geistlicher, Bischof und Kardinal der Römischen Kirche | 48    |       |
| 16. Dezember | Caspar Tieffenbrucker   | Lauten- und Geigenbauer aus der Familie der Tieffenbrucker           |       |       |
| 27. Dezember | Johannes Criginger      | deutscher lutherischer Theologe, Kartograph und Schriftsteller       |       |       |
| Dezember     | Baldassare Lanci        | italienischer Künstler und Architekt                                 |       |       |

## Datum unbekannt
| Tag                     | Name                                  | Beruf, bekannt als                                                                            | Alter | Beleg |
| ----------------------- | ------------------------------------- | --------------------------------------------------------------------------------------------- | ----- | ----- |
| 20. März oder 21. April | Nikolaus Asclepius                    | deutscher Staatsmann                                                                          |       |       |
|                         | Aşık Çelebi                           | osmanischer Dichter, Übersetzer und Biograf                                                   |       |       |
|                         | Andrea Calmo                          | italienischer Schauspieler und Autor                                                          |       |       |
|                         | Lodovico Castelvetro                  | italienischer Humanist                                                                        |       |       |
|                         | Philipp der Weise von Gemmingen       | Amtmann in Neuburg und Amberg                                                                 |       |       |
|                         | Giocangga                             | Stammesfürst der Jurchen                                                                      |       |       |
|                         | Georg von Gravenegg                   | deutscher Abt, Fürstabt im Fürststift Kempten (1557–1571)                                     |       |       |
|                         | Ursula Kanizsay                       | ungarische Adlige                                                                             |       |       |
|                         | Hieronymus Lauretus                   | Mönch der Benediktiner                                                                        |       |       |
|                         | Bartolomeo Neroni                     | italienischer Maler                                                                           |       |       |
|                         | François de Scépeaux, comte de Durtal | französischer Staatsmann und Diplomat, Marschall von Frankreich (seit 1562)                   |       |       |
|                         | Jérôme Souchier                       | französischer Geistlicher, Kardinal der katholischen Kirche, Mitglied des Zisterzienserordens |       |       |
|                         | Titu Cusi Yupanqui                    | 17. Inka-König                                                                                |       |       |
|                         | Tsukahara Bokuden                     | japanischer Schwertkämpfer                                                                    |       |       |
|                         | Nicolas Durand de Villegagnon         | französischer Vize-Admiral und Entdecker                                                      |       |       |
|                         | Bastian Wick                          | Dresdner Ratsherr und Bürgermeister                                                           |       |       |
|                         | Christoph Wirsung                     | deutscher Apotheker                                                                           |       |       |